# Morgan Freeman
Morgan Porterfield Freeman Jr. (Memphis, Tennessee, 1 de junho de 1937) é um premiado ator, produtor, narrador e cineasta estadunidense. Ele apareceu em uma variedade de gêneros de filmes retratando papéis de personagens e é particularmente conhecido por sua distinta voz profunda. Freeman recebeu vários prêmios, incluindo um Oscar, um Globo de Ouro e um Screen Actors Guild Award.
Ele é mais conhecido pelas atuações em Driving Miss Daisy, Glory, Robin Hood: Prince of Thieves, Unforgiven, Se7en, Bruce Almighty, Evan Almighty, Million Dollar Baby, Shawshank Redemption, Batman Begins, The Dark Knight , The Dark Knight Rises e Invictus. Atualmente, é o produtor executivo do drama Madam Secretary, da CBS.

## Vida pessoal

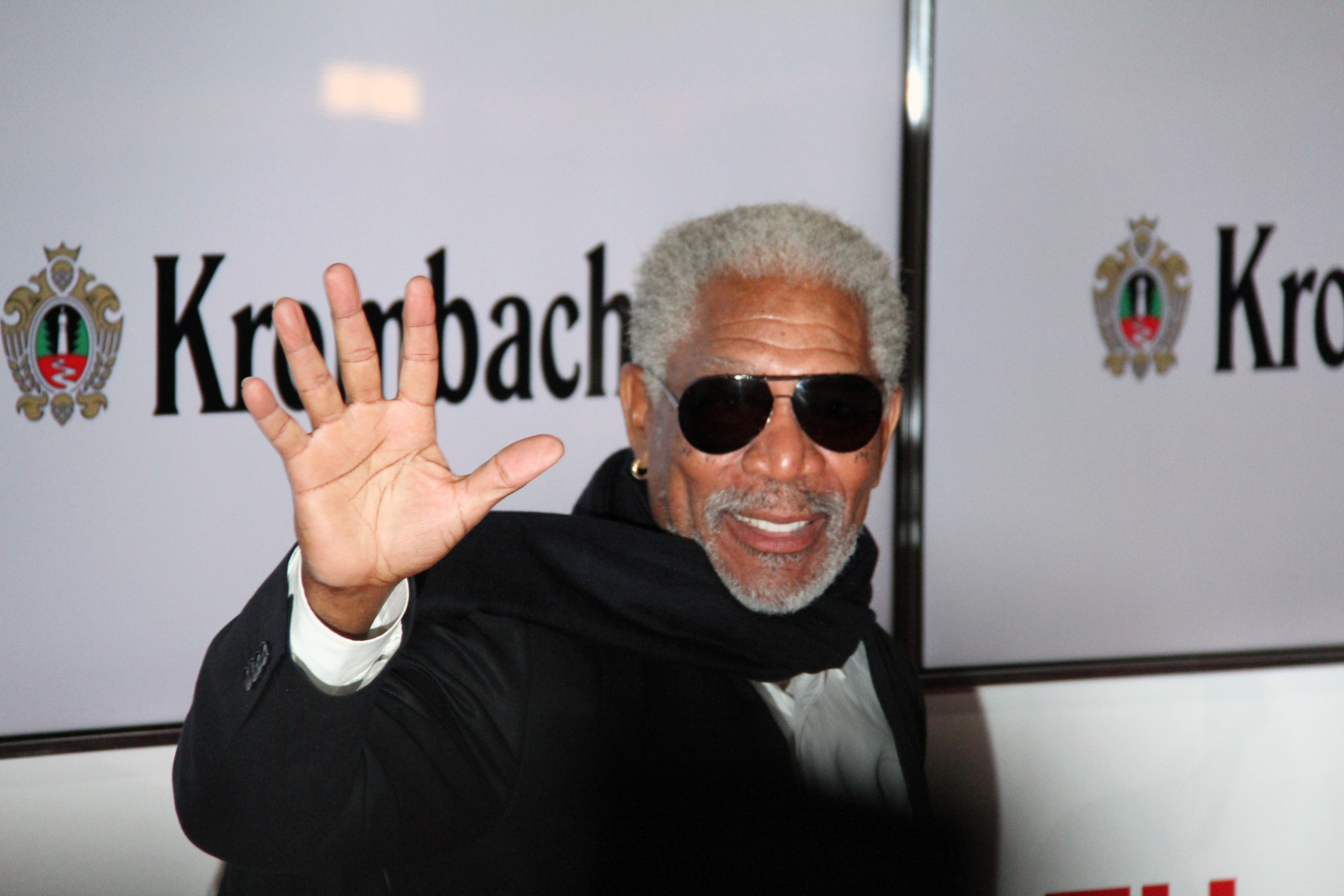
Goldene Kamera 2012, Morgan Freeman.

Antes de iniciar-se nas artes dramáticas, Freeman pensou em concretizar seu sonho infantil de se tornar piloto. De 1955 a 1969, logo após formar-se no Los Angeles Community College, ele conseguiu chegar à Força Aérea Americana - nunca, porém, como piloto, e sim como mecânico. Apenas recentemente adquiriu brevê para conduzir aeroplanos particulares.
Freeman teve formação basicamente teatral, iniciando sua carreira na década de 1960, na produção off-Broadway Niggerlovers. No mesmo período, conseguiu participar da versão totalmente negra de Hello, Dolly! e emendou uma série de papéis, tanto em grandes espetáculos quanto nos circuitos alternativos de Nova York. No começo de carreira, era casado com Jeanette Adair Bradshaw, de quem viria a se divorciar em 1979.

## Carreira

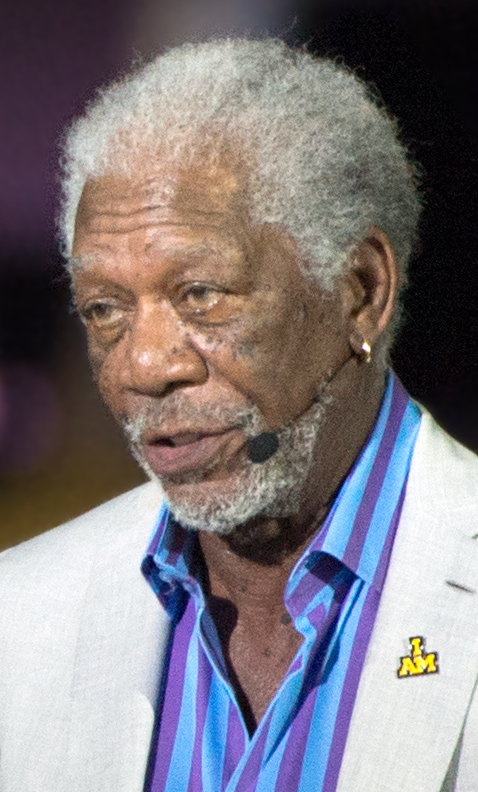
Freeman em 2016

Freeman se tornou conhecido na mídia americana por meio de papéis em novelas e filmes para televisão, e ganhou prestígio após seu papel como Fast Black em Armação Perigosa pelo qual ele recebeu uma nomeação ao Oscar de Melhor Ator Coadjuvante.
Freeman continuou a atuar em papéis como coadjuvantes em muitos filmes, até ele conseguir o papel como o motorista Hoke em Driving Miss Daisy, pelo qual ele recebeu o Globo de Ouro de Melhor Ator - Comédia ou Musical e uma nomeação ao Óscar de Melhor Ator Principal, no mesmo ano ele também atuou como o Sargento - major Rawlins em Tempo de Glória.
Em 1994 ele atuou no clássico The Shawshank Redemption que lhe valeu uma nomeação ao Globo de Ouro de Melhor Ator - Drama e sua segunda nomeação ao Óscar de Melhor Ator Principal. Após três indicações ao Oscar ele começou a estrelar vários filmes de sucesso como Robin Hood: Prince of Thieves, Unforgiven e Se7en.
Em 2005 ele ganhou finalmente o Oscar de Melhor Ator Coadjuvante pelo filme Million Dollar Baby, dirigido pelo seu amigo Clint Eastwood.
Freeman é também conhecido pela sua voz marcante, fazendo dele uma escolha frequente para a narração. Só em 2005, ele forneceu narração para dois filmes, War of the Worlds e o filme documentário vencedor do Oscar La marche de l'empereur''.

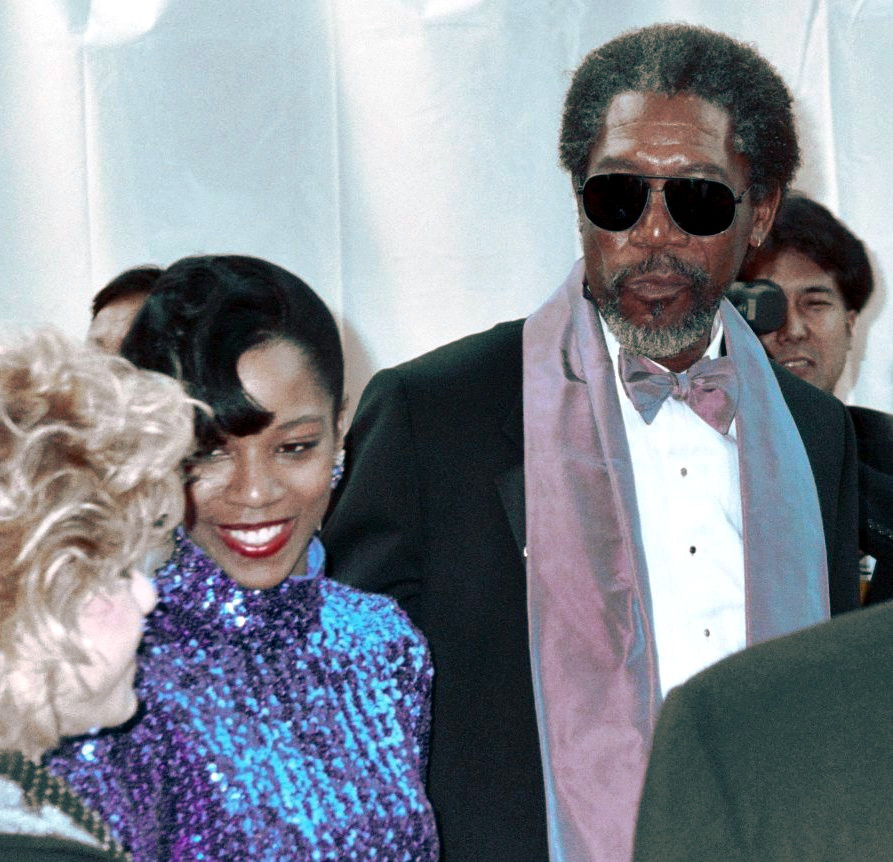
Freeman na 62ª edição do prêmios Oscars.

Freeman apareceu como Deus no filme de sucesso Bruce Almighty com Jim Carrey e sua continuação, Evan Almighty, ele também atuou no sucesso de critica e bilheteria Batman Begins e nas continuações The Dark Knight e The Dark Knight Rises. Ele estrelou ao lado de Jack Nicholson no filme de 2007 The Bucket List. Ele queria fazer um filme baseado na vida de Nelson Mandela. Em 2007 Clint Eastwood convidou Freeman para participar da adaptação cinematográfica da autobiografia de Mandela chamada Long Walk to Freedom, o filme se chamaria Invictus e foi lançado em 2010, Freeman foi nomeado ao Globo de Ouro de Melhor Ator - Drama e recebeu outra nomeação ao Óscar de Melhor Ator Principal pelo seu papel como Nelson Mandela, e Matt Damon que atuou como François Pienaar recebeu uma nomeação ao Oscar de Melhor Ator Coadjuvante.
Em 2007 fez uma participação especial em um documentário chamado Baile de Formatura no Mississipi, que mostra que em pleno século XXI o racismo é tão extremo naquela região que apesar dos alunos negros e brancos estudarem juntos, havia bailes separados.  Morgan juntamente com sua assessora e o documentarista produzem o Baile Misto.
Em 2022, Morgan, discursou na abertura da Copa do Mundo FIFA de 2022.

## Acidente
Freeman foi internado após um acidente automobilístico próximo a Ruleville, Mississipi, em 4 de Agosto de 2008. O veículo que ele dirigia, um Nissan Maxima modelo 1997, capotou diversas vezes. Freeman e uma passageira, identificada como Demaris Meyer, foram resgatados, de acordo com as primeiras reportagens, em estado grave. Mais tarde, foi divulgado que o ator fraturou o braço, o cotovelo e o ombro.
Em 7 de Agosto de 2008, três dias após o acidente, o ator deixou o hospital e foi submetido a usar um colar ortopédico durante mais de seis meses: "os médicos lhe disseram que nos próximos seis meses a um ano não poderia jogar golfe, uma recomendação que ele detestou", revelou o advogado e amigo do ator, Bill Luckett.

### Recuperação
Um ano após o acidente, Morgan Freeman continuava em recuperação. O ator usava uma luva terapêutica e frequentava um centro de reabilitação, entretanto estava em plena atividade. O ator gravou Invictus, com Matt Damon e protagonizou Red ao lado de Bruce Willis.

## Filmografia
| Ano  | Trabalho                                | Personagem                           | Observações |
| ---- | --------------------------------------- | ------------------------------------ | --- |
| 1980 | Brubaker                                | Walter                               | |
| 1981 | Testemunha fatal                        |                                      | |
| 1984 | Escola da Desordem                      | Al Lewis                             | |
| 1985 | Marie                                   | Charles Traughber                    | |
| 1985 | A força da inocência                    | Charlie Woods                        | |
| 1987 | Armação Perigosa                        | Fast Black                           | - Oscar de Melhor Ator Coadjuvante - Indicado; - Globo de ouro de Melhor Ator Coadjuvante - Indicado; - National Society of Film Critics Award de Melhor Ator Coadjuvante - Vencedor; - Los Angeles Film Critics Association Award de Melhor Ator Coadjuvante - Vencedor |
| 1988 | Clean and Sober                         | Craig                                | |
| 1989 | Tempo de Glória                         | Sgt. Maj. John Rawlins               | - Chicago Film Critics Association Award de Melhor Ator Coadjuvante - Indicado |
| 1989 | Conduzindo Miss Daisy                   | Hoke Colburn                         | - Oscar de Melhor Ator - Indicado; - Globo de ouro de Melhor Ator - Comédia ou Musical - Vencedor; - Urso de Prata de Melhor Atuação Conjunta (Com Jessica Tandy) - Vencedor; - National Board of Review de Ator - Vencedor; - Kansas City Film Critics Circle Award de Ator - Vencedor; - National Society of Film Critics Awards de Melhor Ator - Indicado |
| 1989 | Lean on Me - Meu Mestre, Minha Vida     | Joe Louis Clark                      | |
| 1990 | A Fogueira das Vaidades                 | Judge Leonard White                  | |
| 1991 | Robin Hood: O Príncipe dos Ladrões      | Azeem                                | |
| 1992 | Os Imperdoáveis                         | Ned Logan                            | |
| 1992 | The Power of One                        | Geel Piet                            | |
| 1993 | Bopha!                                  |                                      | Direção |
| 1994 | Um Sonho de Liberdade                   | Ellis Boyd "Red" Redding (Narração)  | - Oscar de Melhor Ator - Indicado; - Globo de ouro de Melhor Ator - Drama - Indicado; - SAG Awards de Melhor Ator (Principal) - Indicado; - Chlotrudis Award de Melhor Ator - Vencedor; - Chicago Film Critics Association Award de Melhor Ator Coadjuvante - Indicado |
| 1995 | Se7en - Os Sete Crimes Capitais         | Detetive Lt. William Somerset        | - Chicago Film Critics Association Award de Melhor Ator Coadjuvante - Indicado; - National Society of Film Critics Awards de Melhor Ator - Indicado |
| 1995 | Epidemia                                | Brig. Gen. Billy Ford                | |
| 1996 | Reação em Cadeia                        | Paul Shannon                         | |
| 1996 | Moll Flanders                           | Hibble                               | |
| 1997 | Amistad                                 | Theodore Joadson                     | |
| 1997 | Beijos que Matam                        | Dr. Alex Cross                       | |
| 1998 | Impacto Profundo                        | Presidente Tom Beck                  | |
| 1998 | Águas Mortíferas                        | Jim                                  | |
| 2000 | A Enfermeira Betty                      | Charlie                              | |
| 2000 | Under Suspicion                         | Victor Benzet                        | |
| 2001 | Na Teia da Aranha                       | Dr. Alex Cross                       | |
| 2002 | A Soma de Todos os Medos                | DCI William Cabot                    | |
| 2002 | High Crimes                             | Charlie Grimes                       | |
| 2003 | Todo Poderoso                           | Deus                                 | |
| 2003 | Dreamcatcher                            | Col. Abraham Kurtz                   | |
| 2003 | Levity                                  | pastor Miles Evans                   | |
| 2004 | Menina de Ouro                          | Eddie "Scrap Iron" Dupris (Narração) | - Oscar de Melhor Ator Coadjuvante - Vencedor; - Globo de Ouro de Melhor Ator Coadjuvante - Indicado; - SAG Awards de Melhor Ator Coadjuvante - Vencedor; - Vancouver Film Critics Circle de Melhor Ator Coadjuvante - Vencedor; - Critics' Choice Award de Melhor Ator Coadjuvante - Indicado; - National Society of Film Critics Awards de Melhor Ator Coadjuvante - Indicado; - Italian Online Movie Awards de Melhor Ator Coadjuvante - Vencedor; - Washington D.C. Area Film Critics Association de Melhor Ator Coadjuvante - Indicado |
| 2004 | The Hunting of the President            | (Narrador)                           | Lançamento limitado |
| 2004 | The Big Bounce                          | Walter Crewes                        | |
| 2005 | Um Lugar Para Recomeçar                 | Mitch Bradley                        | |
| 2005 | Guerra dos Mundos                       | (Narrador)                           | |
| 2005 | March of the Penguins                   | (Narrador)                           | |
| 2005 | Batman Begins                           | Lucius Fox                           | |
| 2005 | Unleashed                               | Sam                                  | |
| 2006 | Edison Force                            | Ashford                              | |
| 2006 | The Contract                            | Frank Carden                         | |
| 2006 | Xeque-Mate                              | O Chefe                              | |
| 2006 | 10 Items or Less                        | ele próprio                          | |
| 2007 | Feast of Love                           | Harry Scott                          | |
| 2007 | A Volta do Todo Poderoso                | Deus                                 | |
| 2007 | Medo da Verdade                         | Jack Doyle                           | |
| 2007 | Antes de Partir                         | Carter Chambers                      | |
| 2008 | Batman: O Cavaleiro das Trevas          | Lucius Fox                           | |
| 2008 | Procurado                               | Sloan                                | |
| 2009 | Invictus                                | Nelson Mandela                       | - Oscar de Melhor Ator - Indicado; - Globo de Ouro de Melhor Ator - Drama - Indicado; - SAG Awards de Melhor Ator (Principal) - Indicado; - National Board of Review de Ator - Vencedor; - Washington D.C. Area Film Critics Association de Melhor Ator - |
| 2009 | Jogo Entre Ladrões                      | Ripley                               | |
| 2009 | "Baile de Formatura no Mississipi"      |                                      | Produtor |
| 2009 | Um Crime Nada Perfeito                  | Charles                              | |
| 2010 | Red - Aposentados e Perigosos           | Joe                                  | |
| 2011 | Conan, o Bárbaro                        | Narrador                             | |
| 2012 | Batman: O Cavaleiro das Trevas Ressurge | Lucius Fox                           | |
| 2012 | O Reencontro                            | Monte Wildhorn                       | |
| 2013 | Invasão à Casa Branca                   | Martin Trumbull                      | |
| 2013 | Oblivion                                | Beech                                | |
| 2013 | Truque de Mestre                        | Thaddeus Bradley                     | |
| 2013 | Última Viagem a Vegas                   | Archie                               | |
| 2014 | Transcendence                           | Joseph                               | |
| 2014 | The Lego Movie                          | Vitruvius                            | Voz |
| 2014 | Lucy                                    | Professor Norman                     | |
| 2014 | Ruth & Alex                             | Alex Carver                          | |
| 2014 | Winter, o Golfinho 2                    | Dr. Cameron McCarthy                 | |
| 2015 | Ted 2                                   | Patrick Meighan                      | |
| 2016 | Invasão a Londres                       | Vice Presidente Allan Trumbull       | |
| 2016 | Truque de Mestre 2: O Segundo Ato       | Thaddeus Bradley                     | |
| 2016 | Ben-Hur                                 | Sheik Ilderim                        | |
| 2017 | Going in Style                          | Willie                               | |
| 2017 | Just Getting Started                    | Duke                                 | |
| 2018 | O Quebra-Nozes e os Quatro Reinos       | Drosselmeyer                         | |
| 2018 | Alfa                                    | Narrador                             | Voz |
| 2019 | Invasão ao Serviço Secreto              | Presidente Trumbull                  | |
| 2020 | The Comeback Trail                      | Reggie Fontaine                      | |
| 2021 | The Kominsky Method                     | Ele mesmo                            | |
| 2022 | Our Universe                            | Narrador                             | Voz |

## Principais prêmios e indicações

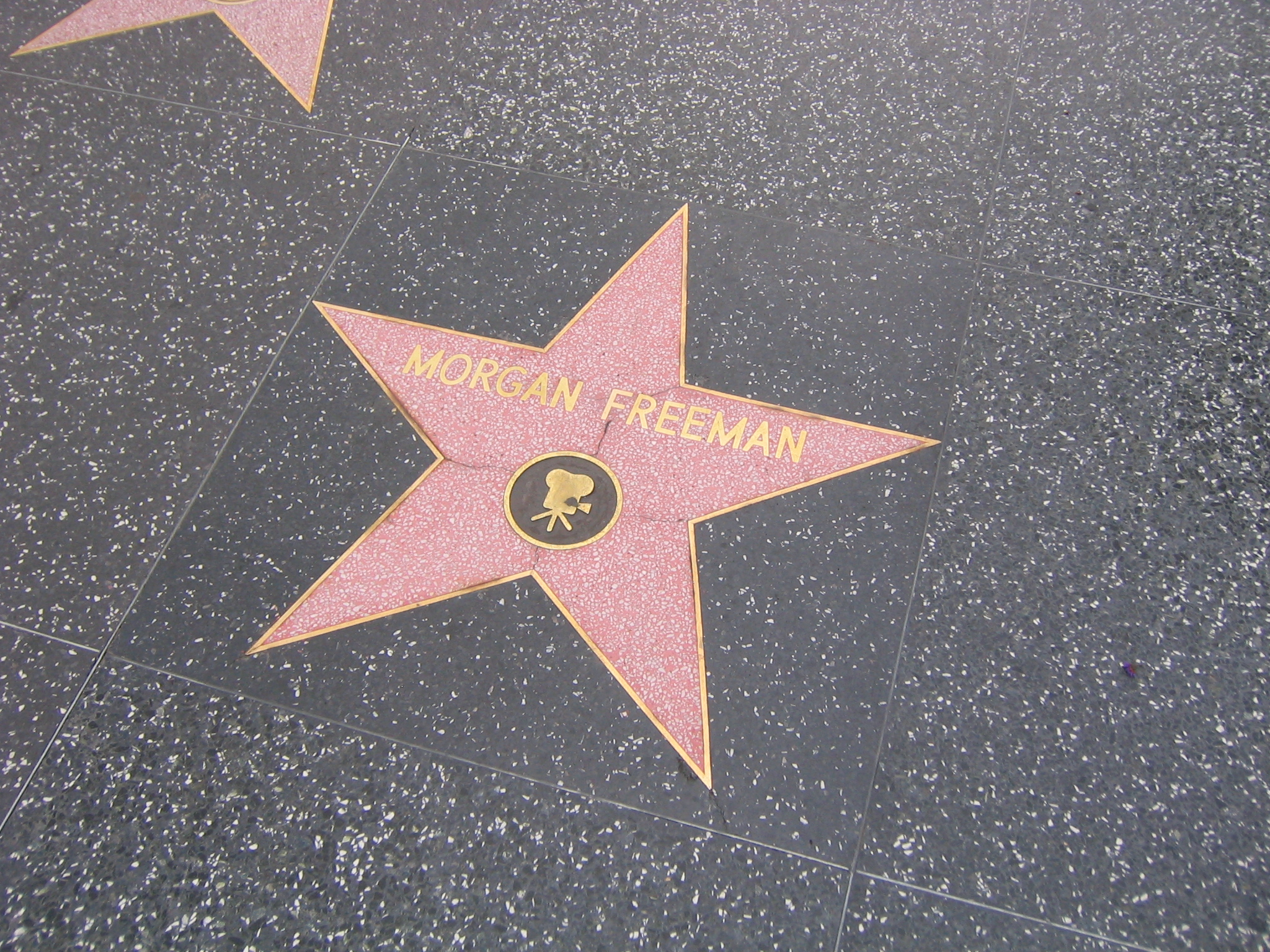
Estrela de Morgan Freeman na Calçada da Fama.

### Oscar
| Ano  | Categoria               | Filme                 | Resultado |
| ---- | ----------------------- | --------------------- | --------- |
| 1988 | Melhor Ator Coadjuvante | Armação Perigosa      | Indicado  |
| 1990 | Melhor Ator             | Conduzindo Miss Daisy | Indicado  |
| 1995 | Melhor Ator             | Um Sonho de Liberdade | Indicado  |
| 2005 | Melhor Ator Coadjuvante | Menina de Ouro        | Venceu    |
| 2010 | Melhor Ator             | Invictus              | Indicado  |

### Globo de Ouro
| Ano  | Categoria                        | Filme                 | Resultado |
| ---- | -------------------------------- | --------------------- | --------- |
| 1988 | Melhor Ator Coadjuvante          | Armação Perigosa      | Indicado  |
| 1990 | Melhor Ator (Comédia ou Musical) | Conduzindo Miss Daisy | Venceu    |
| 1995 | Melhor Ator - Drama              | Um Sonho de Liberdade | Indicado  |
| 2005 | Melhor Ator Coadjuvante          | Menina de Ouro        | Indicado  |
| 2010 | Melhor Ator - Drama              | Invictus              | Indicado  |

### SAG Awards
| Ano  | Categoria               | Filme                 | Resultado |
| ---- | ----------------------- | --------------------- | --------- |
| 1995 | Melhor Ator (Principal) | Um Sonho de Liberdade | Indicado  |
| 2005 | Melhor Ator Coadjuvante | Menina de Ouro        | Venceu    |
| 2010 | Melhor Ator (Principal) | Invictus              | Indicado  |